# جامع ثويني السعدون
وهو من مساجد العراق التراثية القديمة في محافظة ذي قار في مدينة الناصرية، وسمي بالثويني نسبة إلى مؤسسه وبانيهِ ثويني السعدون، حيث بناهُ في عام 1201 هـ/1786م، ويسمى حالياً مسجد الصفا، ولقد بني في بداية تأسيس إمارة المنتفق والمعروفة حالياً باسم محافظة ذي قار.
ولقد ألحقت بواجهته سوقاً متالفة من عدد من المحلات التجارية، ويعرف بسوق القماش، ويعتبر الجامع أحد أهم المراكز لاعانة ومساعدة الفقراء في الناصرية، حيث كانت توزع على المحتاجين والفقراء المحاصيل الزراعية خاصة عام 1920م، وموقعه في السوق الكبير في محلة النجادة نهاية شارع القماش، التابع لمدينة الناصرية، ولقد تم تجديد الجامع وترميمه عام 1399هـ/1980م، ثم جرت عليه عدة تعديلات وترميمات كان آخرها في عام 1426هـ/2005م، من قبل ديوان الوقف السني في العراق، وتقام فيه صلاة الجمعة وصلاة العيدين، بالإضافة إلى الصلوات الخمسة، والمسجد له حرم واسع يبلغ طوله 10 أمتار وبعرض 22 مترا، ويتوسطه المحراب، المغلف بالكاشي الكربلائي الأزرق، وخط عليه آيات من القرآن، وعن يمينه منبر الإمام الذي صنع من الخشب الصاج، وتبلغ اجمالي مساحته مع الدار المرفقة حوالي 1000 متر مربع.
ويوجد في الجامع منزل ملحق به مخصص لمن يتولى الإمامة والخطابة فيه، ويقابل الحرم طارمة بعرض الحرم وبطول 5 أمتار قائمة على أعمدة بنيت من الطابوق وذات أقواس، ولقد قام فيه الكثير من العلماء بمنصب الإمامة ومنهم الشيخ عبد الوهاب السراج.